# Ignacio A. Bravo
El general Ramón Ignacio Argüelles Bravo, conocido como Ignacio A. Bravo (31 de agosto de 1837 - 11 de abril de 1918) fue un militar mexicano. Bravo combatió a los franceses cuando invadieron México en 1862. Fue hecho prisionero de guerra después de la batalla de Puebla y deportado a Francia, donde permaneció un año, regresando después a México, para unirse a las fuerzas del general Ramón Corona y marchar contra el ejército francés en Puebla. Entre los cargos que ostentó figuran los de comandante de zonas militares, jefe político del recién pacificado territorio de Quintana Roo en 1903, y el mando de varias divisiones y comandancias a lo largo de su carrera militar.
Años de servicio: 65 años, 2 meses, 2 días; desde el 31 de diciembre de 1855, al 3 de septiembre de 1914.

## Biografía
Nació en Guadalajara, Jalisco el 31 de agosto de 1837, siendo hijo de Joaquín Argüelles y Eligia Bravo; estudió Latín en el Colegio Seminario de Guadalajara, por razones de política fue obligado a aprender el oficio de Carrocería hasta que dos años después tomó las armas en defensa del Partido Liberal. Se dio de alta como soldado el 31 de diciembre de 1855, ascendió a cabo el 30 de abril de 1856, sargento segundo el 18 de septiembre del mismo año, sargento primero el 1 de enero de 1857, subteniente de Infantería el 8 de diciembre de 1858, subteniente de Artillería Permanente el 1 de julio de 1859, teniente de Artillería permanente el 2 de julio de 1861, obtiene el grado de capitán segundo de dicha arma el 15 de mayo de 1863; capitán segundo de Artillería permanente el 27 de octubre de 1868, teniente coronel de Infantería como premio, 12 de enero de 1869, jefe de División de Artillería el 28 de junio de 1869, grado de coronel de Infantería el 1 de septiembre de 1870, como premio teniente coronel de Infantería permanente el 21 de diciembre de 1878, coronel de Artillería permanente el 27 de mayo de 1881, grado de general de Brigada el 20 de diciembre de 1884, general de Brigada efectivo el 20 de octubre de 1894, General de División el 2 de junio de 1903, General de Cuerpo de Ejército el 6 de marzo de 1914. General de Ejército el 11 de junio de 1914. 
Campañas y acciones de guerra: Contribuyó a la defensa de los supremos poderes de la nación, atacados por el Coronel Landa que se pronunció con el 5.º Batallón en Guadalajara en 1858. Tomó parte en los Combates de Atenquique, Cuevitas, Alvarado San Joaquín, el Puente de Tototlan, durante los años 1858, 1859, y 1860. Se encontró en la defensa de la Cuesta de Sayula en 1859, en los sitios de la Plaza de Guadalajara en 1859 y 1860. Tomó parte en la batalla de Calpulalpan en diciembre de 1860. Se encontró en la Batalla del 5 de mayo de 1862, en las inmediaciones de Puebla contra el ejército francés, con el mando de una batería de artillería. Tomó parte en el ataque a la ciudad de Orizaba que defendía el ejército francés, en junio del mismo año, se encontró en la ciudad de Puebla durante el sitio que impusiera el ejército francés en 1863. Del 15 de marzo al 17 de mayo, como comandante de la segunda batería de Reserva, desempeñando además algunos trabajos de fortificación de dicha plaza, donde fue prisionero de guerra y deportado a Francia, el 2 del mismo mes. Regresó a México el 24 de junio de 1864, desembarcando en Veracruz, y fue a incorporarse al Cuerpo de Ejército de Occidente. Tomó parte en el sitio de Querétaro del 14 de mayo de 1867 al 15 de mayo del mismo año, como comandante general de Artillería del citado Cuerpo de Ejército de Occidente hasta que tomó el mando de la 4.ª Brigada de Artillería. Durante ese periodo estableció una Maestranza en Guadalajara, la que bajo su dirección, fabricó y reparó varios efectos de guerra como cañones de artillería y sus montajes, toda clase de municiones de guerra, etc. Marchó con el Ejército de Occidente de Guadalajara a Sinaloa, a la pacificación de dicho estado ocupado por sublevados, regresando a la plaza de Guadalajara, de donde fue destinado a la 2.ª Brigada de Artillería que se encontraba en Jalapa, Veracruz. Marchó con una batería de artillería, formando parte de la columna que batió a los sublevados de San Luis Potosí y Zacatecas, y a su regreso, pasó a la 4.ª Brigada de Artillería. Reorganizó la Brigada de Artillería de Puebla. En Guadalajara, pasó al ejército con el mando del 8.º Batallón de Infantería, marchando a San Luis Potosí, desde donde tomó el mando de armas de dicho estado. Marchó a Mazatlán, Sinaloa, donde desempeñó la Comandancia de Marina del Pacífico, y la de Armas de dicho estado. Después de haber desempeñado la comisión de armas en La Paz y Mulege, Baja California. Marchó al puerto de Acapulco, a fin de hacer campaña del Estado de Guerrero, como General en Jefe. Recibió el mando de la 8.ª Zona Militar. Marchó al Estado de Chiapas a recibir el mando de la 12.ª Zona Militar. Marchó a Oaxaca a hacer la pacificación de los indios sublevados. Marchó a Yucatán a dirigir la campaña contra los indios Mayas. Marchó a Guadalajara a recibir el mando de la 5.ª Zona Militar. Marchó a Chihuahua a recibir el mando de aquella zona militar. Marchó al Territorio de Quintana Roo a recibir el mando de la zona militar y la jefatura de política. El gobierno de Madero le dio retiro forzoso por causas no conocidas. Regresó al servicio de las armas en el año de 1913 y marchó a tomar el mando de la División del Nazas, defendiendo la plaza de Torreón, que fue atacada durante 14 días por los sublevados. Regresó a México, donde recibió la Comandancia Militar y el mando del Cuerpo de Ejército del Distrito Federal. Viendo el desbarajuste del gobierno de Carvajal (sic), solicitó su licencia absoluta y solo consiguió una temporal para curarse en el Puerto de Veracruz, abandonando definitivamente aquel gobierno y marchando a Veracruz.
Castigos sufridos en sus años de servicio: Ninguno.
Premios: Condecoración de la Paz, creada en 1856. Cruz de Constancia, creada en 1841, dla de 20, 25, y 35 años de servicio, con su respectiva placa. Placa de Guerra de Reforma, conteniendo los combates habidos durante los años de 1856, 1859, y 1860. Medalla Cinco de mayo de 1862. Cruz del Estado de Puebla, por la Campaña contra la invasión Francesa en México. Cruz por la Campaña contra la intervención francesa. Cruz por la Campaña contra los indios Mayas de Yucatán. Cruz de Constancia y Valor, con Placa Cruz por el Sitio de Querétaro en 1857. Cruz del Mérito Militar, creada en 1902, de Primera, de Segunda y de Tercera. Una Espada de Honor, por los Estados de Yucatán y Campeche. Fue declarado por las Legislaturas respectivas, Ciudadano de los Estados de Yucatán y Guerrero.
En octubre de 1899, acompañado por su estado mayor, los Batallones 1.º y 28.º y una escuadra de Caballería, el general Ignacio A. Bravo, desembarca en el puerto Progreso, en Yucatán, a efecto de pacificar de una vez por todas Yucatán. Poner fin a los cincuenta años de Guerra de Castas en la península, y siete meses después, el 4 de mayo de 1901, la población Maya de Chan Santa Cruz, es declarada pacificada por el gobierno federal. El telegrama que envía el septuagenario general Bravo al gobernador del Estado de Yucatán Francisco Cantón dice: "Chan Santa Cruz, 4 de mayo de 1901. Sr. Gobernador del Estado; tengo el honor de participar a usted, que hoy ocupé esta plaza. Ignacio A. Bravo." 
El general Bravo, deseando regresar a su Guadalajara natal, toma la comandancia de la 5.ª Zona Militar en la misma y deja el territorio de Quintana Roo al mando como Jefe Político del general de la Vega, quien establece la capital fuera de Chan Santa Cruz, y es llamado el lugar en su nombre; Campamento de la Vega (en donde hoy día se encuentra Punta Allen). El general Bravo regresa a tomar el cargo de Quintana Roo, como Jefe Político y con él viene el cambio de capital a Chan Santa Cruz, llamada en su honor después Santa Cruz de Bravo, instala una planta eléctrica, y de agua potable, en la capital, un reloj traído del extranjero, y cambios como el Ferrocarril Militar que unía la nueva capital del territorio al resto de la nación por medio de este ferrocarril Decauville de vía angosta a través de la selva al puerto de Vigía Chico. La tala de las maderas finas del territorio también trajeron consigo situaciones negativas como el  “Cuerpo de Operarios” conocido como Infierno Verde o la Siberia Mexicana. Se promueve la migración internacional al territorio y demás cambios.
Los festejos de victoria sobre el territorio de Quintana Roo y la pacificación de la península continuaron con ceremonias a lo largo del país, condecorando y haciendo entrega de medallas a los generales, jefes, oficiales y tropa que participaron en la batalla de pacificación. El 5 de mayo de 1905 en Mérida tuvo lugar suntuosa ceremonia en la cual se hizo entrega de medallas y al general Bravo aparte de medallas y cruz, le fue entregada una espada de honor, en el desaparecido Circo Teatro de Yucatán, fundado en 1900.
Después del cambio de gobierno, la salida del general Díaz de México, y la toma de poder como presidente de Francisco I. Madero, el general Bravo es dado de baja del Ejército Federal por causas desconocidas, pero basado en su edad y años de servicio.
Más tarde, durante la dictadura de Victoriano Huerta, el general Bravo es llamado al servicio militar una vez más y es puesto al mando de la División del Nazas. Durante el sitio de Torreón, que dura 14 días, es relevado y pasa a tomar la Comandancia Militar del Distrito Federal.
Defendió al general Huerta cuando este último fue víctima de un atentado a finales de junio de 1914 a manos de un grupo de hombres vestidos de civiles a los que Bravo mandó fusilar.
Después de la salida de Victoriano Huerta y el cambio de gobierno, el general Bravo, al igual que muchos otros militares y ejecutivos de los gobiernos pasados, están en el exilio en el estado de Texas, donde vive Bravo sus últimos días y muere el 11 de abril de 1918 y es sepultado en el Cementerio de La Concordia, en El Paso, Texas, como lo expone su acta de defunción.
Archivo de la Secretaría de la Defensa Nacional, Fondo de Expedientes Cancelados, expediente Ignacio A. Bravo, XI–III–I–241. y Cartas y Documentos de la Familia Bravo.